# Copa Super 8 de Basquete de 2020–21
A Copa Super 8 de 2020–21 foi um torneio de basquetebol realizado no período entre os dois turnos do Novo Basquete Brasil (NBB) e organizado pela Liga Nacional de Basquete. Esta foi a terceira edição da Copa Super 8, uma competição inaugurada em 2018. Realizada entre os dias 15 e 23 de janeiro de 2021, a edição foi disputada num sistema de jogos eliminatórios pelos oitos melhores colocados do primeiro turno do Novo Basquete Brasil de 2020–21: Bauru, Flamengo, Fortaleza/Basquete Cearense, Franca, Minas, Mogi das Cruzes, Paulistano e São Paulo. Por causa da pandemia de COVID-19, teve todos os seus jogos excepcionalmente realizados no ginásio Antônio Prado Junior, em São Paulo, pertencente ao Club Athletico Paulistano, com a finalidade de evitar longos deslocamentos das equipes participantes.
Na primeira fase do torneio, os quatro melhores classificados do NBB venceram seus adversários. Flamengo e São Paulo prosseguiram disputando o título após eliminar Bauru e Minas, respectivamente, nas semifinais. A decisão foi realizada em 23 de janeiro e terminou com a vitória do Flamengo por 79–71. Desta forma, os cariocas se sagraram bicampeões.

## Antecedentes
A Copa Super 8 foi inaugurada em dezembro de 2018 como uma continuidade de maior importância dos jogos de fim de ano realizados pela Liga Nacional de Basquete. A competição acontece no período entre os dois turnos do Novo Basquete Brasil (NBB) e recebe este nome devido ao número de participantes, definido pelos oito melhores colocados deste. O Flamengo venceu o primeiro torneio triunfando sobre o Franca no ginásio Pedro Morilla Fuentes. A decisão do ano seguinte voltou a ser protagonizada por Flamengo e Franca; contudo, nesta ocasião, a equipe paulista conquistou o título no ginásio do adversário. A edição de 2021 foi televisionada ao vivo no Brasil pelo serviço de streaming DAZN e pelas emissoras ESPN e TV Cultura. Esta também foi a primeira edição com sede fixa, o ginásio Antônio Prado Junior, em São Paulo, e jogos sem presença de público por causa da pandemia de COVID-19.

## Participantes e regulamento
O torneio foi composto por jogos eliminatórios com chaveamento pré-determinado, nos quais as oito equipes melhores colocadas do NBB se enfrentam. Nesta edição, os jogos foram Minas e Mogi das Cruzes, Flamengo e Franca, Bauru e Fortaleza/Basquete Cearense, além de São Paulo e Paulistano.
| Equipe                      | Classificação no NBB (1.º turno) | Ref.  |
| --------------------------- | -------------------------------- | ----- |
| Bauru                       | Terceiro                         | [ 6 ] |
| Flamengo                    | Segundo                          | [ 6 ] |
| Fortaleza/Basquete Cearense | Sexto                            | [ 6 ] |
| Franca                      | Sétimo                           | [ 6 ] |
| Minas                       | Primeiro                         | [ 6 ] |
| Mogi das Cruzes             | Oitavo                           | [ 6 ] |
| Paulistano                  | Quinto                           | [ 6 ] |
| São Paulo                   | Quarto                           | [ 6 ] |

## Resumo
O Minas enfrentou o Mogi das Cruzes na partida de abertura do torneio. A equipe mineira contou com o bom desempenho do ala Shaquille Johnson, fato que fez o jogador terminar o embate como o maior pontuador, além de uma marcação agressiva. Por conseguinte, o Minas diminuiu o volume de jogo do adversário e aproveitou-se dos inúmeros erros para aumentar a diferença no placar. Em contrapartida, o Mogi das Cruzes obteve um baixo rendimento no perímetro. Após o intervalo, a equipe paulista esboçou uma reação com cinco pontos consecutivos de Guilherme Lessa; contudo, os mineiros usaram da mesma tática para assumir novamente o controle do jogo. A vantagem adquirida permitiu à equipe poupar seu quinteto principal no último quarto e os reservas conseguiram a manutenção do placar em 96 a 71. O São Paulo enfrentou o Paulistano no jogo seguinte. Os visitantes aproveitaram o alto rendimento de Georginho de Paula e Lucas Mariano nos arremessos de três pontos. O Paulistano, por sua vez, acumulou uma sequência de arremessos malsucedidos e terminou o primeiro tempo com uma baixa porcentagem nesse requisito. Os anfitriões conseguiram diminuir significativamente a diferença do placar no terceiro quarto, mas a reação foi interrompida por Corderro Bennett, que chamou a responsabilidade de recolocar o São Paulo na partida. Os visitantes administraram o último quarto e venceram por 78 a 65.
No segundo dia do torneio, o Bauru venceu o Fortaleza/Basquete Cearense. Após um primeiro quarto equilibrado, a equipe cearense perdeu competitividade e teve uma queda significativa no aproveitamento dos arremessos de três pontos. Por outro lado, o Bauru se mostrou mais eficiente e obteve uma vantagem de dezesseis pontos. No último quarto, o Fortaleza/BC reduziu esta diferença, mas não foi suficiente para reverter a derrota. A última partida desta fase colocou os dois únicos finalistas da competição. No período inicial, o Franca jogou nos erros do adversário e conseguiu triunfar com uma margem de oito pontos. O jogo então se transformou favorável ao Flamengo, que conseguiu virar o marcador em cinco minutos; contudo, o oponente equilibrou novamente até o término do terceiro período, quando o Flamengo reassumiu a liderança no placar e concretizou o triunfo no último quarto.
Após o término na primeira fase, o torneio ficou três dias sem espetáculos até que as semifinais foram realizadas. Na primeira, Bauru e Flamengo protagonizaram um duelo bastante equilibrado, o que refletiu no placar do primeiro tempo (35–35). No início do último quarto, os cariocas chegaram a liderar com onze pontos de superioridade, porém o Bauru buscou o empate. O time paulista, contudo, sofreu com o excesso de faltas e perdeu dois jogadores por cometerem o limite de cinco: Alexey Borges e Tyrone Curnell. O Flamengo se aproveitou da situação e venceu por 72 a 65. Poucas horas depois, Minas e São Paulo se enfrentaram. O confronto foi equilibrado e as equipes alternaram a liderança no marcador por várias vezes até o término do terceiro quarto, quando os paulistanos começaram a se impor. O Minas sucumbiu no último período.
Flamengo e São Paulo decidiram a Copa Super 8 em 23 de janeiro, numa partida em que os paulistanos lideraram o placar por três quartos. O norte-americano Shamell Stallworth e o brasileiro Georginho guiaram a competitividade do São Paulo que conseguiu triunfar nos três equilibrados períodos, abrindo dez pontos de diferença. No entanto, os cariocas reverteram a condição desfavorável no último quarto, com destaque para a atuação de Olivinha. Por conseguinte, o Flamengo conquistou o seu segundo título desta competição.

## Resultados

### Quartas de final
| 15 de janeiro de 2021 16:00 | Relatório | Minas                                                   | 96–71 | Mogi das Cruzes                                    |  | Antônio Prado Junior Público: Portões fechados Árbitros: Fernando Serpa Oliveira Marcos Antonio de Matos Ferreira Maria Claudia Comodaro Moraes |  |
| 15 de janeiro de 2021 16:00 | Relatório | Placar por quarto: 29–16, 31–24, 22–14, 14–17           |       |                                                    |  | Antônio Prado Junior Público: Portões fechados Árbitros: Fernando Serpa Oliveira Marcos Antonio de Matos Ferreira Maria Claudia Comodaro Moraes |  |
| 15 de janeiro de 2021 16:00 | Relatório | Pts: Johnson (18) Rbts: Gui Santos (9) Asts: Parodi (6) |       | Pts: Wesley (14) Rbts: Wesley (5) Asts: Fúlvio (7) |  | Antônio Prado Junior Público: Portões fechados Árbitros: Fernando Serpa Oliveira Marcos Antonio de Matos Ferreira Maria Claudia Comodaro Moraes |  |

| 15 de janeiro de 2021 19:00 | Relatório | São Paulo                                                   | 78–65 | Paulistano                                         |  | Antônio Prado Junior Público: Portões fechados Árbitros: Marcos Fornies Benito Diego Chiconato Fábio Kover |  |
| 15 de janeiro de 2021 19:00 | Relatório | Placar por quarto: 24–13, 17–14, 18–22, 19–16               |       |                                                    |  | Antônio Prado Junior Público: Portões fechados Árbitros: Marcos Fornies Benito Diego Chiconato Fábio Kover |  |
| 15 de janeiro de 2021 19:00 | Relatório | Pts: Lucas Mariano (21) Rbts: Renan (8) Asts: Georginho (7) |       | Pts: Maique (15) Rbts: Maique (11) Asts: Deryk (5) |  | Antônio Prado Junior Público: Portões fechados Árbitros: Marcos Fornies Benito Diego Chiconato Fábio Kover |  |

| 16 de janeiro de 2021 13:00 | Relatório | Bauru                                                                 | 69–61 | Fortaleza/Basquete Cearense                                       |  | Antônio Prado Junior Público: Portões fechados Árbitros: Jonas de Carlo Pereira Fabiano Huber Gustavo Edson Mathias |  |
| 16 de janeiro de 2021 13:00 | Relatório | Placar por quarto: 20–21, 19–10, 19–11, 11–19                         |       |                                                                   |  | Antônio Prado Junior Público: Portões fechados Árbitros: Jonas de Carlo Pereira Fabiano Huber Gustavo Edson Mathias |  |
| 16 de janeiro de 2021 13:00 | Relatório | Pts: Gui Deodato (20) Rbts: Tyrone Curnell (15) Asts: Alex Garcia (5) |       | Pts: Rashaun e Holloway (16) Rbts: Holloway (9) Asts: Rashaun (5) |  | Antônio Prado Junior Público: Portões fechados Árbitros: Jonas de Carlo Pereira Fabiano Huber Gustavo Edson Mathias |  |

| 16 de janeiro de 2021 16:00 | Relatório | Flamengo                                                        | 90–79 | Franca                                                 |  | Antônio Prado Junior Público: Portões fechados Árbitros: Cristiano Jesus Maranho Jacob Cassimiro Barreto Andreia Regina da Silva |  |
| 16 de janeiro de 2021 16:00 | Relatório | Placar por quarto: 19–27, 27–19, 23–19, 21–14                   |       |                                                        |  | Antônio Prado Junior Público: Portões fechados Árbitros: Cristiano Jesus Maranho Jacob Cassimiro Barreto Andreia Regina da Silva |  |
| 16 de janeiro de 2021 16:00 | Relatório | Pts: Chuzito (19) Rbts: Demétrio e Olivinha (11) Asts: Yago (8) |       | Pts: Fuzaro (18) Rbts: Hubner (8) Asts: André Goés (4) |  | Antônio Prado Junior Público: Portões fechados Árbitros: Cristiano Jesus Maranho Jacob Cassimiro Barreto Andreia Regina da Silva |  |

### Semifinais
| 19 de janeiro de 2021 17:00 | Relatório | Flamengo                                                                             | 72–65 | Bauru                                                                   |  | Antônio Prado Junior Público: Portões fechados Árbitros: Fernando Serpa Oliveira Fabiano Huber Jacob Cassimiro Barreto |  |
| 19 de janeiro de 2021 17:00 | Relatório | Placar por quarto: 18–21, 17–14, 20–12, 17–18                                        |       |                                                                         |  | Antônio Prado Junior Público: Portões fechados Árbitros: Fernando Serpa Oliveira Fabiano Huber Jacob Cassimiro Barreto |  |
| 19 de janeiro de 2021 17:00 | Relatório | Pts: Rafael Hettsheimeir (14) Rbts: Rafael Hettsheimeir (8) Asts: Chuzito e Yago (4) |       | Pts: Larry Taylor (16) Rbts: Tyrone Curnell (7) Asts: Alexey Borges (6) |  | Antônio Prado Junior Público: Portões fechados Árbitros: Fernando Serpa Oliveira Fabiano Huber Jacob Cassimiro Barreto |  |

| 19 de janeiro de 2021 20:00 | Relatório | Minas                                                           | 70–78 | São Paulo                                                                                      |  | Antônio Prado Junior Público: Portões fechados Árbitros: Marcos Fornies Benito Jonas de Carlo Pereira Diego Chiconato |  |
| 19 de janeiro de 2021 20:00 | Relatório | Placar por quarto: 16–14, 18–23, 17–19, 19–22                   |       |                                                                                                |  | Antônio Prado Junior Público: Portões fechados Árbitros: Marcos Fornies Benito Jonas de Carlo Pereira Diego Chiconato |  |
| 19 de janeiro de 2021 20:00 | Relatório | Pts: David Jackson (14) Rbts: J.P. Batista (6) Asts: Parodi (4) |       | Pts: Corderro Bennett e Georginho (16) Rbts: Lucas Mariano (12) Asts: Shamell e Renan Lenz (3) |  | Antônio Prado Junior Público: Portões fechados Árbitros: Marcos Fornies Benito Jonas de Carlo Pereira Diego Chiconato |  |

### Final
| 23 de janeiro de 2021 16:00 | Relatório | Flamengo                                                                  | 79–71 | São Paulo                                                                  |  | Antônio Prado Junior Público: Portões fechados Árbitros: Marcos Fornies Benito Fabiano Huber Diego Chiconato |  |
| 23 de janeiro de 2021 16:00 | Relatório | Placar por quarto: 15–19, 21–22, 15–20, 28–10                             |       |                                                                            |  | Antônio Prado Junior Público: Portões fechados Árbitros: Marcos Fornies Benito Fabiano Huber Diego Chiconato |  |
| 23 de janeiro de 2021 16:00 | Relatório | Pts: Olivinha (19) Rbts: Franco Balbi (13) Asts: Marquinhos e Chuzito (5) |       | Pts: Shamell (24) Rbts: Georginho (11) Asts: Kenny Dawkins e Georginho (2) |  | Antônio Prado Junior Público: Portões fechados Árbitros: Marcos Fornies Benito Fabiano Huber Diego Chiconato |  |

## Classificação final
Apesar de ser composta por um sistema eliminatório, o regulamento da competição determinou uma classificação final estabelecida seguindo os critérios de fases alcançadas e posicionamentos do NBB.
| Pos. | Equipe                      | J | V | D |
| ---- | --------------------------- | - | - | - |
| 1    | Flamengo                    | 3 | 3 | 0 |
| 2    | São Paulo                   | 3 | 2 | 1 |
| 3    | Minas                       | 2 | 1 | 1 |
| 4    | Bauru                       | 2 | 1 | 1 |
| 5    | Paulistano                  | 1 | 0 | 1 |
| 6    | Fortaleza/Basquete Cearense | 1 | 0 | 1 |
| 7    | Franca                      | 1 | 0 | 1 |
| 8    | Mogi das Cruzes             | 1 | 0 | 1 |